# Australobolbus carinatus
Australobolbus carinatus là một loài bọ cánh cứng trong họ Geotrupidae. Loài này được Blackburn miêu tả khoa học năm 1904.